# Enispa bilineata
Enispa bilineata är en fjärilsart som beskrevs av Alfred Ernest Wileman 1916. Enispa bilineata ingår i släktet Enispa och familjen nattflyn. Inga underarter finns listade i Catalogue of Life.